# Oswaldo Alanís
Oswaldo Alanís Pantoja (ur. 18 marca 1989 w Morelii) – meksykański piłkarz występujący na pozycji środkowego obrońcy, reprezentant Meksyku.

## Kariera klubowa
Alanís jest wychowankiem klubu Estudiantes Tecos z siedzibą w Guadalajarze, do którego seniorskiej drużyny został włączony jako dwudziestolatek przez szkoleniowca Miguela Herrerę po kilku latach gry w drugoligowych rezerwach. W meksykańskiej Primera División zadebiutował 26 kwietnia 2009 w wygranym 2:1 spotkaniu z Américą i już po upływie kilku miesięcy zaczął regularnie pojawiać się na ligowych boiskach. Premierowego gola w najwyższej klasie rozgrywkowej strzelił 12 marca 2010 w wygranej 4:1 konfrontacji z Indios; w tym samym roku zajął również drugie miejsce w rozgrywkach kwalifikacyjnych do Copa Libertadores – InterLidze. Ogółem w barwach Tecos występował przez niecałe cztery lata, a na koniec rozgrywek 2011/2012 spadł ze swoją ekipą do drugiej ligi meksykańskiej.
Latem 2012 Alanís przeszedł do ówczesnego mistrza kraju – drużyny Santos Laguna z miasta Torreón. Tam przez pierwszy rok pełnił rolę rezerwowego stopera dla zawodników takich jak Felipe Baloy czy Rafael Figueroa, w 2013 roku docierając do finału najbardziej prestiżowych rozgrywek Ameryki Północnej – Ligi Mistrzów CONCACAF. Bezpośrednio po tym wywalczył sobie jednak pewne miejsce na środku obrony i w jesiennym sezonie Apertura 2014 w roli podstawowego środkowego obrońcy zdobył ze swoim klubem puchar Meksyku – Copa MX. Pół roku potem, podczas wiosennych rozgrywek Clausura 2015, zanotował natomiast z ekipą prowadzoną przez portugalskiego trenera Pedro Caixinhę swój pierwszy tytuł mistrza Meksyku. Łącznie w Santosie Laguna występował przez trzy lata, będąc jednym z wyróżniających się stoperów w lidze.
W lipcu 2015 Alanís za sumę dwóch milionów dolarów został zawodnikiem zespołu Chivas de Guadalajara, gdzie już w sezonie Apertura 2015 po raz drugi w karierze wywalczył puchar Meksyku. Jego dobrą passę przerwała poważna kontuzja kolana, której doznał w listopadzie 2015 i w wyniku której musiał pauzować przez kolejne dziewięć miesięcy. W 2016 roku, pod jego nieobecność, drużyna Chivas wywalczyła superpuchar kraju – Supercopa MX.
| Sezon     | Klub                  | Kraj   | Rozgrywki | Mecze | Bramki |
| --------- | --------------------- | ------ | --------- | ----- | ------ |
| 2008/2009 | Estudiantes Tecos     | Meksyk | Liga MX   | 5     | 0      |
| 2009/2010 | Estudiantes Tecos     | Meksyk | Liga MX   | 29    | 3      |
| 2010/2011 | Estudiantes Tecos     | Meksyk | Liga MX   | 19    | 1      |
| 2011/2012 | Estudiantes Tecos     | Meksyk | Liga MX   | 11    | 0      |
| 2012/2013 | Santos Laguna         | Meksyk | Liga MX   | 9     | 0      |
| 2013/2014 | Santos Laguna         | Meksyk | Liga MX   | 32    | 1      |
| 2014/2015 | Santos Laguna         | Meksyk | Liga MX   | 30    | 0      |
| 2015/2016 | Chivas de Guadalajara | Meksyk | Liga MX   | 10    | 0      |
| 2016/2017 | Chivas de Guadalajara | Meksyk | Liga MX   | 16    | 2      |
| 2017/2018 | Chivas de Guadalajara | Meksyk | Liga MX   | 19    | 2      |

## Kariera reprezentacyjna
W 2009 roku Alanís został powołany przez szkoleniowca Juana Carlosa Cháveza do reprezentacji Meksyku U-20 na Mistrzostwa Ameryki Północnej U-20. Na trynidadzkich boiskach rozegrał tylko jedno z trzech możliwych spotkań, będąc wyłącznie rezerwowym swojej drużyny i ani razu nie wpisując się na listę strzelców, a jego zespół z bilansem remisu i dwóch porażek zajął ostatnie miejsce w grupie, nie kwalifikując się na Mistrzostwa Świata U-20 w Egipcie.
W 2011 roku Alanís w trybie awaryjnym znalazł się w ogłoszonym przez Luisa Fernando Tenę składzie rezerwowej reprezentacji Meksyku, złożonej głównie z graczy z rocznika '89, która pod szyldem dorosłej kadry wzięła udział w Copa América. Tam pozostawał jednak głębokim rezerwowym zespołu narodowego i nie wystąpił w żadnym z trzech spotkań, zaś jego drużyna zanotowała wówczas na argentyńskich boiskach komplet porażek i odpadła z turnieju w fazie grupowej.
W seniorskiej reprezentacji Meksyku Alanís zadebiutował za kadencji selekcjonera Miguela Herrery, 9 września 2014 w wygranym 1:0 meczu towarzyskim z Boliwią. Premierowego gola w kadrze narodowej strzelił natomiast w swoim trzecim występie, 9 października tego samego roku w wygranym 2:0 sparingu z Hondurasem. W 2015 roku został powołany na Złoty Puchar CONCACAF, podczas którego wystąpił w trzech z sześciu możliwych spotkań, z czego w dwóch w wyjściowym składzie, natomiast Meksykanie triumfowali w tych rozgrywkach po pokonaniu w finale Jamajki (3:1).